# Io sono Vera
Io sono Vera (Vera de verdad) è un film del 2020 diretto da Beniamino Catena.

## Trama
Vera, una bambina di undici anni, scompare senza lasciare traccia. Due anni dopo ritorna ma invece di essere adolescente è una giovane donna. Non ricorda niente. I genitori sono sconvolti ma l’esame del DNA conferma che è davvero lei. Quando i ricordi riaffiorano alla memoria, Vera capisce di aver vissuto la vita di un uomo cileno, clinicamente morto, che dall’altra parte del mondo si era risvegliato nello stesso istante in cui lei era svanita nel nulla.
Vera è una ragazzina speciale che per affrontare il primo lutto della sua vita, la morte dell’amato cane, si confronta con l’ignoto desiderando di scoprire cosa c’è oltre la barriera del visibile e del corporeo. Si spingerà oltre così intensamente tanto da riuscire a vivere il suo desiderio di infinito e di fusione con il creato compiendo quindi un viaggio nello spazio intergalattico per poi ritornare, alla fine, sulla Terra.
I personaggi di Elias e Claudio sono portati a confrontarsi con la paura sia di vivere che di morire. Capiranno che i loro conflitti potranno essere risolti solo a patto di essere se stessi fino in fondo e sconfiggeranno la loro solitudine scoprendo che sono realmente connessi gli uni agli altri.
Io sono Vera affronta temi quali il rapporto tra vita e morte, paura e accettazione, solitudine e unione con il Tutto.

## Distribuzione
In Italia il film viene distribuito da No.Mad Entertainment.
Il film è stato presentato fuori concorso al Torino Film Festival 2020 e nel 2021 al Trieste Film Festival nella sezione Premio Corso Salani.
Sempre nel 2021 il film ha partecipato nella selezione ufficiale del Festival internazionale del cinema fantastico di Bruxelles.